# Pavla Udovič
Pavla Udovič, slovenska operna pevka sopranistka, * 25. januar 1904, Trst, † 14. december 1978, Reka.

## Življenje in delo
Ljudsko in meščanansko šolo je obiskovala v rojstnem kraju (1911-1919), potem se je družina preselila v Maribor. Leta 1920 je postala članica SNG Maribor: najprej je pela v opernem zboru, hkrati študirala solo petje in obiskovala dramske tečaje pri V. Bratini, H. Nučiču, M. Skrbinšku. Po prvem manjšem solističnem nastopu v operi Marta (1925) F. Flotowa je začela peti solo vloge sprva v operetah, po prodornem uspehu v opereti Bajadera (1927) E. Kálmana tudi v operah. Leta 1936 je zapustila Maribor in bila angažirana v Hrvaškem narodnem kazalištu v Osijeku (1936-1949), nato pa v Narodnem kazalištu »Ivan Zajc« na Reki (1949-1960), kjer je leta 1953 z vlogo Gjule v Gotovčevi operi Ero z onega sveta praznovala 30-letnico umetniškega dela. Kot članica obeh gledališč je gostovala v Beogradu, Ljubljani, Mariboru, Varaždinu in Zagreb. Umrla je na Reki, pokopana pa je v Mariboru.